# 벨라도나수선속
벨라도나수선속(belladonna水仙屬, 학명: Amaryllis 아마릴리스[*])은 벨라도나수선족의 단형 아족인 벨라도나수선아족(belladonna水仙亞族, 학명: Amaryllidinae 아마릴리디나이[*])에 속하는 유일한 속이다. 벨라도나수선속의 학명이 "아마릴리스"이지만, 일반적으로 재배하는 관상용 아마릴리스(Hippeastrum × hybridum)는 벨라도나수선속이 아니라 같은 아과 내의 다른 속인 아마릴리스속(Hippeastrum)에 속하는 식물이다.

## 하위 분류
- 벨라도나수선(A. belladonna L.)
- A. paradisicola Snijman

## 계통 분류
|  | 부폰아족(Boophoninae)                                                                   |
|  |                                                                                         |
|  | \| \| 스트루마리아아족(Strumariinae) \| \| \| \| \| \| 문주란아족(Crininae) \| \| \| \| |
|  |                                                                                         |
|  | 스트루마리아아족(Strumariinae)                                                          |
|  |                                                                                         |
|  | 문주란아족(Crininae)                                                                    |
|  |                                                                                         |

|  | 스트루마리아아족(Strumariinae) |
|  |                                |
|  | 문주란아족(Crininae)           |
|  |                                |

|  | 부폰아족(Boophoninae)                                                                   |
|  |                                                                                         |
|  | \| \| 스트루마리아아족(Strumariinae) \| \| \| \| \| \| 문주란아족(Crininae) \| \| \| \| |
|  |                                                                                         |
|  | 스트루마리아아족(Strumariinae)                                                          |
|  |                                                                                         |
|  | 문주란아족(Crininae)                                                                    |
|  |                                                                                         |

|  | 스트루마리아아족(Strumariinae) |
|  |                                |
|  | 문주란아족(Crininae)           |
|  |                                |